# Braya gamosepala
Braya gamosepala är en korsblommig växtart som först beskrevs av Ian Charleson Hedge, och fick sitt nu gällande namn av Al-shehbaz och S.I. Warwick. Braya gamosepala ingår i släktet fjällkrassingar, och familjen korsblommiga växter. Inga underarter finns listade i Catalogue of Life.